# Beeckerwerther Brücke
Die  Beeckerwerther Brücke überspannt zwischen den Duisburger Stadtteilen Beeckerwerth und Baerl den Rhein. Der Brückenzug ist insgesamt 1030 m lang, hat drei Fahrstreifen für jede Richtungsfahrbahn sowie unterstromseitig einen Rad- und Fußweg. Die Straßenüberführung mit einer zweihüftigen Schrägseilbrücke im Strombereich ist Teil der Bundesautobahn 42, dem Emscherschnellweg, und wird deshalb auch Rheinbrücke Emscherschnellweg genannt.
Der Planfeststellungsbeschluss für die Autobahntrasse erfolgte im Juni 1980. Dieser wurde durch das OVG Münster Ende 1985 bestätigt und hatte Ende Juni 1986 Rechtskraft. Errichtet wurde die Brücke zwischen Juli 1986 und Oktober 1990 bei 134 Millionen DM Baukosten.

## Konstruktion
Das Bauwerk hat 15 Felder und ist 1030 m lang. Die Stützweiten betragen 6 × 50,0 m – 310 m – 8 × 52,5 m (von West nach Ost). In Längsrichtung ist der Durchlaufträger das Bauwerkssystem des Überbaus, Ruhepunkt ist der westliche Strompfeiler, Dehnfugen sind nur an den Widerlagern vorhanden.
Das Stromfeld wird mit einer zweihüftigen Schrägseilbrücke überbrückt. Es besteht aus einem stählernen Überbau mit einem 17,15 m breiten dreizelligen Hohlkastenquerschnitt und einer 40,95 m breiten orthotropen Fahrbahnplatte. Die Konstruktionshöhe beträgt 3,77 m. Querträger und Diagonalstreben im Abstand von 4,19 m tragen die maximal 13,0 m auskragende Fahrbahnkonstruktion.
Die beiden Stahlpylone der Schrägseilbrücke stehen in der Brückenmittelachse und haben eine Höhe von 66,7 m. Unten sind sie in Brückenlängsrichtung 2,85 m breit und quer dazu 2,0 m. Aus architektonischen Gründen vergrößern sich die Querschnittsabmessungen nach oben auf 5,05 m bzw. 2,674 m. In den Pylonen sind beidseitig je drei harfenförmig angeordnete Seilgruppen verankert.
Die Nebenfelder der Brücke haben einen Spannbetonüberbau mit einem 17,25 m breiten dreizelligen Hohlkastenquerschnitt und einer 40,95 m breiten Fahrbahnplatte. Die Konstruktionshöhe beträgt 3,6 m. Diagonalstreben im Abstand von 2,93 m stützen die maximal 12,6 m auskragende Fahrbahnkonstruktion. Die Spannbetonüberbauten der Nebenfelder sind in den Pylonachsen mit dem Stahlüberbau des Stromfeldes biegesteif verbunden.
Die Brücke steht in einem Bergbaugebiet. Um eine Beschädigung der Brücke durch Bergsenkungen zu verhindern, wurden die Pfeiler auf einer vom Bergbau für die benachbarte Haus-Knipp-Brücke ausgelassenen Standfläche platziert.